# Lasioglossum recessum
Lasioglossum recessum là một loài Hymenoptera trong họ Halictidae. Loài này được Cockerell mô tả khoa học năm 1914.